# 마르코 보트
애니메이션 진격의 거인 등장인물이다.